# Haganai – Nie mam wielu przyjaciół
Haganai – Nie mam wielu przyjaciół (jap. 僕は友達が少ない Boku wa tomodachi ga sukunai) – seria light novel autorstwa Yomi Hirasaki z rysunkami Buriki, wydawana nakładem wydawnictwa Media Factory pod imprintem MF Bunko J od 25 sierpnia 2009 do 25 sierpnia 2015.
Seria doczekała się również seinen-mangi, trzech spin-offów, telewizyjnego serialu anime (składającego się z 2 sezonów i 2 odcinków OVA), filmu live action oraz powieści wizualnej.

## Fabuła
Kodaka Hasegawa, uczeń na wymianie do Akademii św. Chroniki, miał trudności z zaprzyjaźnieniem się z powodu jego brązowo-blond włosów odziedziczonych po zmarłej angielskiej matce i groźnych oczu, które sprawiają, że wygląda jak przestępca. Pewnego dnia przypadkowo natrafia na równie samotną i bardzo szorstką Yozorę Mikazuki, która rozmawia z „Tomo”, jej „powietrznym” (wyobrażonym) przyjacielem. Zdając sobie sprawę, że brakuje im życia towarzyskiego i umiejętności, postanawiają, że najlepszym sposobem na poprawę ich sytuacji jest utworzenie Klubu Przyjaciół (jap. 隣人部 Rinjin-bu), „klubu pozalekcyjnego dla osób bez przyjaciół takich jak oni”. Do klubu dołączają inni uczniowie z różnych środowisk: Sena Kashiwazaki jest atrakcyjnym, ale aroganckim idolem, który nie ma przyjaciół i traktuje chłopców jak swoich niewolników; Yukimura Kusunoki jest zniewieściałym podklashem, który ubóstwia Kodakę i stara się stać męski jak on; Rika Shiguma jest genialnym naukowcem o pokręconym i wypaczonym umyśle; Kobato Hasegawa jest młodszą siostrą Kodaki, która na ogół gra w wampira; i Maria Takayama, dziesięcioletnia zakonnica o zepsutych ustach, która służy jako doradca klubu. Historia opowiada o ich przygodach, gdy klub wypróbowuje różne zajęcia szkolne i towarzyskie jako praktykę nawiązywania przyjaźni.

## Bohaterowie

### Klub Przyjaciół
- Kodaka Hasegawa (jap. 羽瀬川 小鷹 Hasegawa Kodaka) – główny protagonista serii. Jest uczniem na wymianie, który nie był w stanie zaprzyjaźnić się w pierwszym miesiącu w Akademii Św. Chroniki. On i Yozora Mikazuki zakładają Klub Przyjaciół w celu nauczenia się, jak się zaprzyjaźnić i jak zachowywać się w sytuacjach społecznych. Ma łagodną i zrównoważoną osobowość; ale jego niezwykły, jasnoblond kolor włosów, odziedziczony po zmarłej angielskiej matce, prowadzi kolegów z klasy do przypuszczenia, że jest brutalnym i obelżywym przestępcą oraz do rozpowszechniania zniesławiających plotek na jego temat. Ze względu na swoją reputację Kodaka przyzwyczaił się do konfliktów i konieczności obrony. Przed serią Kodaka często musiał się ruszać z powodu pracy ojca jako archeologa. Ma niewiele wspomnień związanych z życiem domowym i nie ma żadnych przyjaciół oprócz jednego przyjaciela z dzieciństwa sprzed dziesięciu lat, którego imię najpierw mu umyka. Później odkrywa, że jego przyjaciel „Sora”, którego uważał za chłopca, jest w rzeczywistości Yozora. Nie okazuje żadnych romantycznych intencji nikomu w klubie, dopóki Sena się nie przyznaje, co skłania go do ujawnienia, że był w niej zakochany od pierwszego spotkania.
- Yozora Mikazuki (jap. 三日月 夜空 Mikazuki Yozora) – czarnowłosa dziewczyna, o której mówi się, że nie ma wiele do roboty poza jej wyglądem. Jest utalentowaną uczennicą, która często kłóci się z Seną, która konsekwentnie osiąga lepsze wyniki niż na egzaminach. Yozora jest wulgarnie obelżywa wobec ludzi, nie wspominając już o innych członkach Klubu Przyjaciół, szczególnie Yukimurze, którą oszukuje, pracując dla klubu jako crossdressingowa pokojówka cosplayowa. Dziesięć lat przed rozpoczęciem serii ona i Kodaka byli przyjaciółmi z dzieciństwa, ale ponieważ miała krótkie włosy i nosiła czapkę, Taka pomyliła ją z chłopcem i nazwała ją „Sora”. Dzień przed tym, jak się wyprowadził, miała na sobie spódnicę, by pokazać, że jest dziewczyną, ale była zbyt zawstydzona, by się z nim spotkać. Kodaka miał zamiar powiedzieć jej o zbliżającym się odejściu na spotkaniu, ale ponieważ tak się nie stało, Yozora wydało jej się, że została porzucona, co pogłębiło jej brak zaufania do innych. Na początku serii rozpoznaje Kodakę jako przyjaciółkę z dzieciństwa. Kiedy Kodaka odkrywa, że rozmawia z wyimaginowanym przyjacielem „Tomo-chan”, tworzy Klub Przyjaciół w celu odnowienia ich przyjaźni. Kodaka rozpoznaje ją jako Sorę dopiero w dalszej części opowieści po tym, jak uciąła włosy.
- Sena Kashiwazaki (jap. 柏崎 星奈 Kashiwazaki Sena) – dziewczyna o blond włosach, które określa się jako „doskonałe pod każdym względem, z wyjątkiem swojej osobowości”. Córka dyrektora szkoły, Sena, nie lubi wszystkiego, co „zwykłe”. Jest atrakcyjna i odnosi sukcesy akademickie, ale jej arogancja nie pozwala jej zaprzyjaźniać się z kobietami, a koleżanki z klasy traktuje jak niewolników. Lubi grać w gry wideo, zwłaszcza bishoujo (gry, w których główna bohaterka stara się pozyskać dziewczynę), ponieważ pozwalają jej zaprzyjaźnić się z kobietami (nawet wirtualnymi), chociaż niektóre gry zawierają zawstydzające treści dla dorosłych. Nie dogaduje się z Yozorą, która nazywa ją „Mięsem”. Chociaż początkowo dołącza do Klubu Przyjaciół, aby dowiedzieć się, jak się zaprzyjaźnić, rozwija uczucia do Kodaki po tym, jak skarcił ją za podżeganie do incydentu podczas ich podróży na basen. Kiedy okazuje się, że czternaście lat wcześniej jej ojciec zawarł małżeństwo między nią a Kodaką (synem jego najlepszego przyjaciela). Sena wyznaje swoje uczucia i oświadcza się Kodace.
- Kobato Hasegawa (jap. 羽瀬川 小鳩 Hasegawa Kobato) – uczennica gimnazjum w Akademii Św. Chroniki. Jest bardzo blisko swojego an-chan (starszego brata) Kodaki oraz zachowuje się zazdrośnie i przylegająco, ilekroć nie zwraca jej uwagi. Kobato pojawia się jako „Reisys V. Felicity Sumeragi”, starożytna wampirzyca, jej ulubiona postać z anime Żelazny Nekromanta, ubrana w gotyckie ubranie i czerwoną soczewkę kontaktową, pije sok pomidorowy (krew) i mówi w formalnym języku, choć Kodaka nadal traktuje ją jak młodszą siostrę, zmusza ją do zjedzenia warzyw i kąpieli. Kiedy zaczyna się emocjonalnie ćwiczyć, wraca do silnego akcentu Kyūshū. Dołącza do Klubu Przyjaciół, aby spędzić więcej czasu z Kodaką, i rozwija rywalizację z Marią, która jest najbliżej niej w wieku. Kiedy klub odwiedza festiwal swojej szkoły, aby obejrzeć film z jej klasy, okazuje się, że jest dość popularna, ale odmówiła zaprzyjaźnienia się z kolegami z klasy, pomimo ich starań, aby się z nią zaprzyjaźnić.
- Yukimura Kusunoki (jap. 楠 幸村 Kusunoki Yukimura) – zniewieściały kolega ze szkoły, który został przedstawiony jako prześladowca Kodaki. Naiwny uczeń o niskiej samoocenie Yukimura wierzy, że Kodaka jest romantycznym i męskim banitą, który żyje tak, jak chce, i chętnie obiecuje, że stanie się jego „podwładnym”, aby nauczyć się, jak stać się bardziej męski. Pomimo tego, że twierdzi, że jest chłopcem, Yukimura ubiera się w dziewczęce ubranie, gdy bierze sobie do serca obleśne komentarze Yozory na temat męskości i ubrania. W dalszej części fabuły Kodaka odkrywa, że Yukimura jest właściwie dziewczyną, nawet ku zaskoczeniu Yukimury.
- Rika Shiguma (jap. 志熊 理科 Shiguma Rika) – uczennica pierwszej klasy oraz genialny naukowiec, której szkoła udostępniła specjalny pokój badawczy i zwolniła go z brania udziału w zajęciach. Zawsze zwraca się do trzeciej osoby, niż do pierwszej. Zainteresowała się Kodaką po tym, jak uratował ją z laboratorium po katastrofalnym niepowodzeniu jednego z jej eksperymentów. Chociaż nosi okulary i wydaje się poważna, jest najbardziej seksualnym członkiem klubu i często przekształca niewinne uwagi w coś zboczonego. Uwielbia czytać dōjinshi o chłopięcej miłości, a szczególnie podniecają ją historie, które dotyczą stosunków między mechami.
- Maria Takayama (jap. 高山 マリア Takayama Maria) – 10-letnia zakonnica i doradczyni Klubu Przyjaciół. Jest bardzo niegrzeczna i niedojrzała oraz często denerwuje się różnymi przekleństwami. Po tym, jak Kodaka zaczyna robić swoje spakowane obiady, bardzo przywiązuje się do nowo odkrytego onii-chan (starszego brata), ku irytacji Kobato. Yozora łatwo ją manipuluje, która zmusza ją do wykonywania czynności służących, kadrując je tak, jak robią to dorośli. W ósmym tomie light novel została opisana historia, w której jej stanowisko nauczycielskie jest kwestionowane.

### Bohaterowie drugoplanowi
- Pegasus Kashiwazaki (jap. 柏崎 天馬 Kashiwazaki Pegasasu) – ojciec Seny i dyrektor Akademii Św. Chroniki. Jako przyjaciel ojca Kodaki organizuje dla Kodaki i Kobato uczęszczanie do szkoły. Wstydzi się niezwykłej wymowy jego imienia, które zwykle brzmiałoby „Tenma”. Często brzydzi ojca Kodaki, ale tylko dlatego, że naprawdę ceni go jako swojego najlepszego (i mniej lub bardziej) przyjaciela. Wydaje się, że jego córka zamierza zaręczyć się z Kodaką, często mówiąc, że uważa Kodakę za „mężczyznę, któremu mogę powierzyć Senie”, po niezrozumieniu zamiarów Seny, aby uczynić Kobato młodszą siostrą.
- Stella Redfield (jap. ステラ・レッドフィールド Sutera Reddofīrudo) – kamerdyner rodziny Kashiwazaki i starsza siostra Seny. 22-letnia blondynka, zdolna służąca, choć często zaskakująca w stosunku do swojego pracodawcy. Ma zwyczaj żartować z prostą twarzą.
- Kate Takayama (jap. 高山 ケイト Takayama Keito) – starsza siostra Marii, która spotyka Kodakę oraz wyraża wdzięczność jemu i Klubowi Przyjaciół za opiekę nad Marią i utrzymanie ego Marii pod kontrolą. Ma w dużej mierze nonszalanckie nastawienie i czasami niewłaściwie beka lub pierdzi publicznie. Mimo że jest stosunkowo dojrzała, ostatecznie nazywa również Kodakę onii-chan, ponieważ ma zaledwie 15 lat.
- Aoi Yusa (jap. 遊佐 葵 Yusa Aoi) – skarbnik studentów w Akademii Św. Chroniki. Jest koleżanką z klasy Seny i zajęła drugie miejsce na egzaminie na koniec roku. W swoich badaniach konkuruje z Seną, a także zazdrości jej popularności i innych doskonałych cech. Dwukrotnie próbowała również rozwiązać Klub Przyjaciół ze względu na luźne wyniki klubu i niespełnione wymagania, ale jednak poniosła porażkę po tym, jak spotkała się z surowym besztaniem Yozory i Seny.
- Hinata Hidaka (jap. 日高 日向 Hidaka Hinata) – przewodnicząca rady uczniowskiej. Jest bardzo popularna w szkole, została dwukrotnie wybrana i jest sportowcem, który pomaga we wszystkich klubach sportowych. Później okazuje się, że jest starszą siostrą Yozory.
- Hayato Hasegawa (jap. 羽瀬川 隼人 Hasegawa Hayato) – ojciec Kodaki i Kobato oraz znany archeolog.
- Saionji (jap. 西園寺) – bezlitosny przewodniczący rady studenckiej, który jest wyłączną postacią w filmie live action.

## Light novel
Seria zapoczątkowana została w formie light novel, której autorem jest Yomi Hirasaka, a rysunki wykonał Buriki. Seria była wydawana nakładem wydawnictwa Media Factory pod imprintem MF Bunko J od 25 sierpnia 2009 do 25 sierpnia 2015.
Na podstawie light novel powstały również dwa spin-offy: Pierwszy z nich – zatytułowany Boku wa tomodachi ga sukunai Universe (jap. 僕は友達が少ない Universe) tworzony przez wielu autorów i artystów oraz wydany w latach 2011–2013 w dwóch tomach oraz Boku wa tomodachi ga sukunai CONNECT (jap. 僕は友達が少ない CONNECT) wydany 25 grudnia 2012.
| Nr | Data wydania (język japoński) | ISBN (język japoński)  |
| -- | ----------------------------- | ---------------------- |
| 1  | 25 sierpnia 2009              | ISBN 978-4-84-012879-7 |
| 2  | 25 listopada 2009             | ISBN 978-4-84-013095-0 |
| 3  | 25 marca 2010                 | ISBN 978-4-84-013252-7 |
| 4  | 23 lipca 2010                 | ISBN 978-4-84-013457-6 |
| 5  | 25 listopada 2010             | ISBN 978-4-84-013589-4 |
| 6  | 25 maja 2011                  | ISBN 978-4-84-013881-9 |
| 7  | 22 września 2011              | ISBN 978-4-84-014222-9 |
| 8  | 25 czerwca 2012               | ISBN 978-4-84-014598-5 |
| 9  | 23 kwietnia 2013              | ISBN 978-4-84-015129-0 |
| 10 | 6 czerwca 2014                | ISBN 978-4-04-066392-0 |
| 11 | 25 sierpnia 2015              | ISBN 978-4-04-067751-4 |

## Manga
Na podstawie serii light novel powstała też seinen-manga, do której scenariusz napisał Yomi Hirasaka, a rysunki wykonał Itachi. Pojedyncze rozdziały ukazywały się na łamach „Gekkan Comic Alive” od 27 marca 2010 do 27 listopada 2020, które potem zostały skompilowane do 20 tankōbonów wydawanych od 23 lipca 2010 do 23 marca 2021.
23 października 2019 przy okazji premiery 18. tomu podano do informacji, że manga zakończy się na 20. tomie, który pierwotnie miał zostać wydany w 2020 roku, jednak tak się nie stało z nieznanych powodów. Ostatni rozdział mangi ukazał się w styczniowym wydaniu 2021 wydanym 27 listopada 2020.
Polskie wydanie mangi zostało zapowiedziane 30 kwietnia 2014, natomiast pierwszy tom trafił do sprzedaży 24 października. Kolejne tomy ukazują się nakładem wydawnictwa Studio JG.
Ponadto powstał również spin-off o nazwie Boku wa tomodachi ga sukunai+ (jap. 僕は友達が少ない+) autorstwa Shouichiego Taguchiego, który ukazywany był na łamach „Jump SQ.19” wydawnictwa Shūeisha w latach 2010–2012 i wydany w dwóch tomach.
| Nr | Język japoński       | Język japoński         | Język polski         | Język polski           |
| Nr | Data wydania         | ISBN                   | Data wydania         | ISBN                   |
| -- | -------------------- | ---------------------- | -------------------- | ---------------------- |
| 1  | 20 lipca 2010        | ISBN 978-4-84-013346-3 | 24 października 2014 | ISBN 978-83-8001-026-0 |
| 2  | 23 maja 2011         | ISBN 978-4-84-013799-7 | 12 lutego 2015       | ISBN 978-83-8001-046-8 |
| 3  | 22 września 2011     | ISBN 978-4-84-014035-5 | 17 kwietnia 2015     | ISBN 978-83-8001-056-7 |
| 4  | 22 grudnia 2011      | ISBN 978-4-84-014076-8 | 29 czerwca 2015      | ISBN 978-83-8001-071-0 |
| 5  | 23 kwietnia 2012     | ISBN 978-4-84-014438-4 | 4 listopada 2015     | ISBN 978-83-8001-085-7 |
| 6  | 23 sierpnia 2012     | ISBN 978-4-84-014708-8 | 21 stycznia 2016     | ISBN 978-83-8001-104-5 |
| 7  | 22 grudnia 2012      | ISBN 978-4-84-014767-5 | 7 czerwca 2016       | ISBN 978-83-8001-130-4 |
| 8  | 23 kwietnia 2013     | ISBN 978-4-84-015047-7 | 9 września 2016      | ISBN 978-83-8001-149-6 |
| 9  | 22 listopada 2013    | ISBN 978-4-04-066115-5 | 28 czerwca 2017      | ISBN 978-83-8001-205-9 |
| 10 | 22 marca 2014        | ISBN 978-4-04-066505-4 | 8 listopada 2017     | ISBN 978-83-8001-238-7 |
| 11 | 23 września 2014     | ISBN 978-4-04-066851-2 | 23 lutego 2018       | ISBN 978-83-8001-282-0 |
| 12 | 23 marca 2015        | ISBN 978-4-04-067281-6 | 27 kwietnia 2018     | ISBN 978-83-8001-307-0 |
| 13 | 23 października 2015 | ISBN 978-4-04-067827-6 | 27 września 2018     | ISBN 978-83-8001-357-5 |
| 14 | 23 lipca 2016        | ISBN 978-4-04-068258-7 | 30 listopada 2018    | ISBN 978-83-8001-377-3 |
| 15 | 22 kwietnia 2017     | ISBN 978-4-04-069044-5 | 29 stycznia 2019     | ISBN 978-83-8001-397-1 |
| 16 | 23 lutego 2018       | ISBN 978-4-04-069627-0 | 28 marca 2019        | ISBN 978-83-8001-427-5 |
| 17 | 23 stycznia 2019     | ISBN 978-4-04-065178-1 | 8 kwietnia 2020      | ISBN 978-83-8001-552-4 |
| 18 | 23 października 2019 | ISBN 978-4-04-064087-7 | 30 czerwca 2021      | ISBN 978-83-8001-761-0 |
| 19 | 23 marca 2021        | ISBN 978-4-04-680304-7 | 7 lipca 2022         | ISBN 978-83-8001-946-1 |
| 20 | 23 marca 2021        | ISBN 978-4-04-680387-0 | 29 sierpnia 2022     | ISBN 978-83-8001-967-6 |

## Anime
17 maja 2011 poinformowano, że seria otrzyma adaptację anime, która została wyprodukowana przez studio Anime International Company i wyemitowana na antenie TBS. 25 czerwca ogłoszono, że 22 września 2011 zostanie wydany odcinek OVA jako dodatek do edycji specjalnej siódmego tomu powieści. Pierwszy sezon emitowany był od 6 października do 22 grudnia 2011 w nakładzie 12 odcinków. Drugi sezon jako Boku wa tomodachi ga sukunai NEXT (jap. 僕は友達が少ない NEXT) został zapowiedziany 29 lipca 2012. 26 września tego samego roku został wydany kolejny, 25-minutowy odcinek OVA o nazwie Boku wa tomodachi ga sukunai: Add On Disc (jap. 僕は友達が少ない Add On Disc). Drugi sezon emitowany był od 6 stycznia do 28 marca 2013 i podobnie jak pierwszy sezon, liczył 12 odcinków.

### Spis odcinków

#### Boku wa tomodachi ga sukunai(2011)
| Lp.   | Tytuł odcinka                                                                                                 | Premiera             |
| ----- | --- | -------------------- |
| OVA 1 | Yaminabe wa bishōjo ga zannen na nioi (闇鍋は美少女が残念な臭い)                                              | 22 września 2011     |
| 1     | Boku-tachi wa tomodachi ga dekinai (僕達は友達が出来ない)                                                     | 6 października 2011  |
| 2     | Dennō sekai wa kamisama ga inai (電脳世界は神様が居ない)                                                      | 13 października 2011 |
| 3     | Shimin Pool wa Flag ga nai Shimin pūru wa furagu ga nai (市民プールはフラグがない)                            | 20 października 2011 |
| 4     | Kōhai-tachi wa enryo ga nai (後輩達は遠慮がない)                                                              | 27 października 2011 |
| 5     | Kondo wa SAGA ga gachi na tatakai (今度はSAGAがガチな戦い)                                                    | 3 listopada 2011     |
| 6     | Karaoke Box wa kyaku ga sukunai Karaoke bokkusu wa kyaku ga sukunai (カラオケボックスは客が少ない)            | 10 listopada 2011    |
| 7     | Keitai denwa wa chakushin ga sukunai (携帯電話は着信が少ない)                                                 | 17 listopada 2011    |
| 8     | School mizugi wa deban ga nai Sukūru mizugi wa deban ga nai (スクール水着は出番がない)                        | 24 listopada 2011    |
| 9     | Rijichō wa tsuisō ga setsunai (理事長は追想が切ない)                                                          | 1 grudnia 2011       |
| 10    | Gasshuku wa minna ga nenai (合宿は皆が寝ない)                                                                 | 8 grudnia 2011       |
| 11    | Joshi wa yukata sugata ga na, chō kawaii (女子は浴衣姿がな、超可愛い)                                         | 15 grudnia 2011      |
| 12    | Boku-tachi wa tomodachi ga sukunai (僕達は友達が少ない)                                                       | 22 grudnia 2011      |
| OVA 2 | Relay shōsetsu wa ketsumatsu ga hanpanai Rirē shōsetsu wa ketsumatsu ga hanpanai (リレー小説は結末が半端ない) | 26 września 2012     |

#### Boku wa tomodachi ga sukunai NEXT(2013)
| Lp. | Lp. | Tytuł odcinka | Premiera         |
| --- | --- | --- | ---------------- |
| 1   | 13  | Yahari ore no seishun wa machigatteiru (やはり俺の青春はまちがっている)                                                 | 10 stycznia 2013 |
| 2   | 14  | Homoge-bu (ホモゲ部) | 17 stycznia 2013 |
| 3   | 15  | Ore no imōto-tachi ga konna ni kawaii (俺の妹達がこんなに可愛い)                                                        | 24 stycznia 2013 |
| 4   | 16  | Kono naka ni hitori, otoko ga iru! (この中に１人、男がいる！)                                                           | 31 stycznia 2013 |
| 5   | 17  | Sonna asobi wa ikemasen! ~Kimi ga iru to sekaikan ga midareru~ (そんな遊びはいけません！～君がいると世界観が乱れる～)   | 7 lutego 2013    |
| 6   | 18  | Kikō shōjo wa kizutsukanai (奇行少女は傷つかない)                                                                       | 14 lutego 2013   |
| 7   | 19  | Onii-chan dakedo ai sae areba imōto ga fuetemo kankeinai yo ne (お兄ちゃんだけど愛さえあれば妹が増えても関係ないよねっ) | 21 lutego 2013   |
| 8   | 20  | Ore no osananajimi ga shuraba sugiru (俺の幼なじみが修羅場すぎる)                                                       | 28 lutego 2013   |
| 9   | 21  | Mayoi neko Overheat Mayoi neko ōbāhīto (迷い猫オーバーヒート)                                                           | 7 marca 2013     |
| 10  | 22  | Zannen ō to waraenai hanashi (残念王と笑えない話)                                                                       | 14 marca 2013    |
| 11  | 23  | Mayoeru chikin na ore (迷えるチキンな俺)                                                                                | 21 marca 2013    |
| 12  | 24  | Boku wa tomodachi ga.. (僕は友達が...)                                                                                  | 28 marca 2013    |

## Film live action
24 kwietnia 2013 na uniwersytecie Ryūkoku został wywieszony plakat zapowiadający film live action, za którego produkcję odpowiadało Toei Company. Później, 2 maja informację tę potwierdził sam autor serii, Yomi Hirasaka. Stwierdził, że chociaż początkowo nie aprobował tego projektu, ponieważ nie uważał, że historia jest przeznaczona do filmu live action, postanowił ją zatwierdzić w świetle kryzysu w branży light novel. Hirasaka wspomniał również, że będzie odgrywać całkowicie bezcenną rolę w produkcji filmu. Takurō Oikawa, reżyser filmu, postanowił nie oglądać adaptacji anime i powiedział swoim członkom obsady, aby go nie oglądali, aby mogli zaprezentować świeżą interpretację light novel. Premiera filmu odbyła się 1 lutego 2014. Główne role zagrali: Kōji Seto (Kodaka Hasegawa), Kie Kitano (Yozora Mikazuki), Mio Otani (Sena Kashiwazaki), Sara Takatsuki (Yukimura Kusunoki), Mao Kanjō (Rika Shiguma), Sayu Kubota (Kobato Hasegawa), Momoka Yamada (Maria Takayama) oraz Louis Kurihara (Saionji).

## Powieść wizualna
Na podstawie serii powstała też powieść wizualna (visual novel) zatytułowana Boku wa tomodachi ga sukunai Portable (jap. 僕は友達が少ないPortable), za której produkcję oraz dystrybucję odpowiadało Namco Bandai Games. Premiera gry odbyła się 23 lutego 2012 i została wydana na konsolę PlayStation Portable.

## Odbiór
Drugi tom mangi uplasował się na siódmym miejscu najlepiej sprzedających się tomów w zestawieniu 30 mang w okresie 23–29 maja 2011.
Rebecca Silverman z Anime News Network uznała pierwszy tom mangi za „dość zabawny”, a rysunki Itachiego za pasujące do serii ze względu na kombinacje „pomiędzy pięknymi przedstawieniami dziewcząt i niechlujnymi szkicami”. Podczas gdy główna oś fabularna „biegnie dawno przetartymi szlakami”, zwróciła uwagę, że reakcje dziewcząt w rozdziale poświęconym symulacji randek stanowią najsilniejszy punkt tego tomu.
Tim Jones z THEM Anime Reviews przyznał serii anime trzy z pięciu gwiazdek. Określił całościowo serię o odmieńcach społecznych jako „sprośną zabawę wypełnioną mnóstwem sernika i średniej jakości komedii”, z „wspaniałymi głównymi bohaterami i w miarę dobrymi postaciami pobocznymi”, która mogła podarować sobie „przypominanie w każdym odcinku, jak ogromne są piersi Seny”.
Carl Kimlinger z Anime News Network uznał serial anime za interesujący, ponieważ zaczyna się od odmieńców szukających przyjaciół i odłożył w czasie typowe romantyczne uwikłania komediowe, ale jednocześnie czuł się przygnębiony, ponieważ seria zmierzała w kierunku tworzenia się haremu. Druga połowa serii stawała się „coraz bardziej schematyczna” i sprawiło to, że zaczął tęsknić za jakimś wątkiem fabularnym. Uznał, że w kolejnych odcinkach nie pojawia się nic nowego: „Relacje niewiele się zmieniają, postacie wcale się nie rozwijają, a przesłanie – że wyrzutki już znaleźli przyjaciół i tylko nie zdają sobie z tego sprawy – wszystko pozostaje takie samo. Równie dobrze moglibyśmy oglądać w nieskończoność tylko pierwsze odcinki”. Bamboo Dong stwierdził, że siłą serii jest rozwój postaci, ale jej wadą jest to, że takie chwile są dalekie i nieliczne w porównaniu do humoru, będącego niczym odgrzewany kotlet, jak rysowanie postaci w grze wideo lub w symulacji randkowej wykorzystując te same stare i kiepskie żarty. Uznała także angielski dubbing znacznie lepiej dopracowany, wykorzystując lepsze wyzwiska, niż to co przedstawiała oryginalna, japońska wersja.
Andy Hanley z UK Anime.net ocenił anime na 6/10 i nazwał serią dwóch połówek, gdzie pierwsza połowa zawierała „wspaniałe i niezwykle zabawne odcinki”, ale druga połowa była „coraz bardziej męcząca, a nawet niesympatyczna”, gdzie „pewne komediowe koncepcje, takie jak wizyta na karaoke lub na basenie, nie wnoszą nic wartego uwagi”. Stwierdził, że główne bohaterki podkopały później serial „ponurą, apodyktyczną postawą Yozory, która działa tak dobrze we wczesnych odcinkach, a później zamienia się w sukowatość i znęcanie się”, a obsesje Seny nie zmierzają w żadną stronę i okazują się stratą czasu. Później wystawił pierwszemu tomowi mangi ocenę 4/10. Uznał, że postaci Yozory i Seny są bardziej „masywnymi sukami” niż w anime. Napisał, że „lepszym tytułem dla tej serii byłby „To prawdopodobnie lepiej, że nie masz przyjaciół”. Stwierdził, że tłumaczenie Seven Seas jest zrównoważone i nie ma wobec niego żadnych zarzutów.